# 皮坦吉
皮坦吉是巴西米纳斯吉拉斯州的一个市镇。总面积568.332平方公里，总人口24618人，人口密度43.3人/平方公里。